# Twee kinderen met een kat
Twee kinderen met een kat is een schilderij van Judith Leyster uit circa 1630.

## Achtergrond
Judith Leyster heeft zich duidelijk laten inspireren door de losheid en (ogenschijnlijke) spontaneïteit van Frans Hals zonder precies zijn werkwijze en techniek over te nemen. Er bestaat een prent met dezelfde voorstelling die de oorspronkelijke compositie toeschrijft aan Frans Hals ("f. Hals pinxit."). Omdat er kleine verschillen bestaan tussen de prent en het schilderij van Leyster, is het mogelijk dat Leyster een vrije kopie heeft gemaakt van een schilderij van Frans Hals, dat later verloren is gegaan. Ook Jan Miense Molenaer, de echtgenoot van Judith Leyster, heeft schilderijen met soortgelijke voorstellingen geschilderd.

## Voorstelling
De kinderen staan op het punt de kat te plagen met het vastenavondkoekje dat de jongen in zijn uitgestrekte hand houdt. Ter toelichting staat op de prent een enigszins raadselachtig vers afgedrukt: 
Seght my of hy, Die lacht is bly?
of weesens schyn, Verbercht geen pyn.
 Vrij vertaald: "Is de jongen echt blij of gaat er pijn schuil achter de lach?" Het vers wordt wel geïnterpreteerd als: Het lachen zal de jongen vergaan als hij straks wordt geklauwd door de kat.

## Ter vergelijking

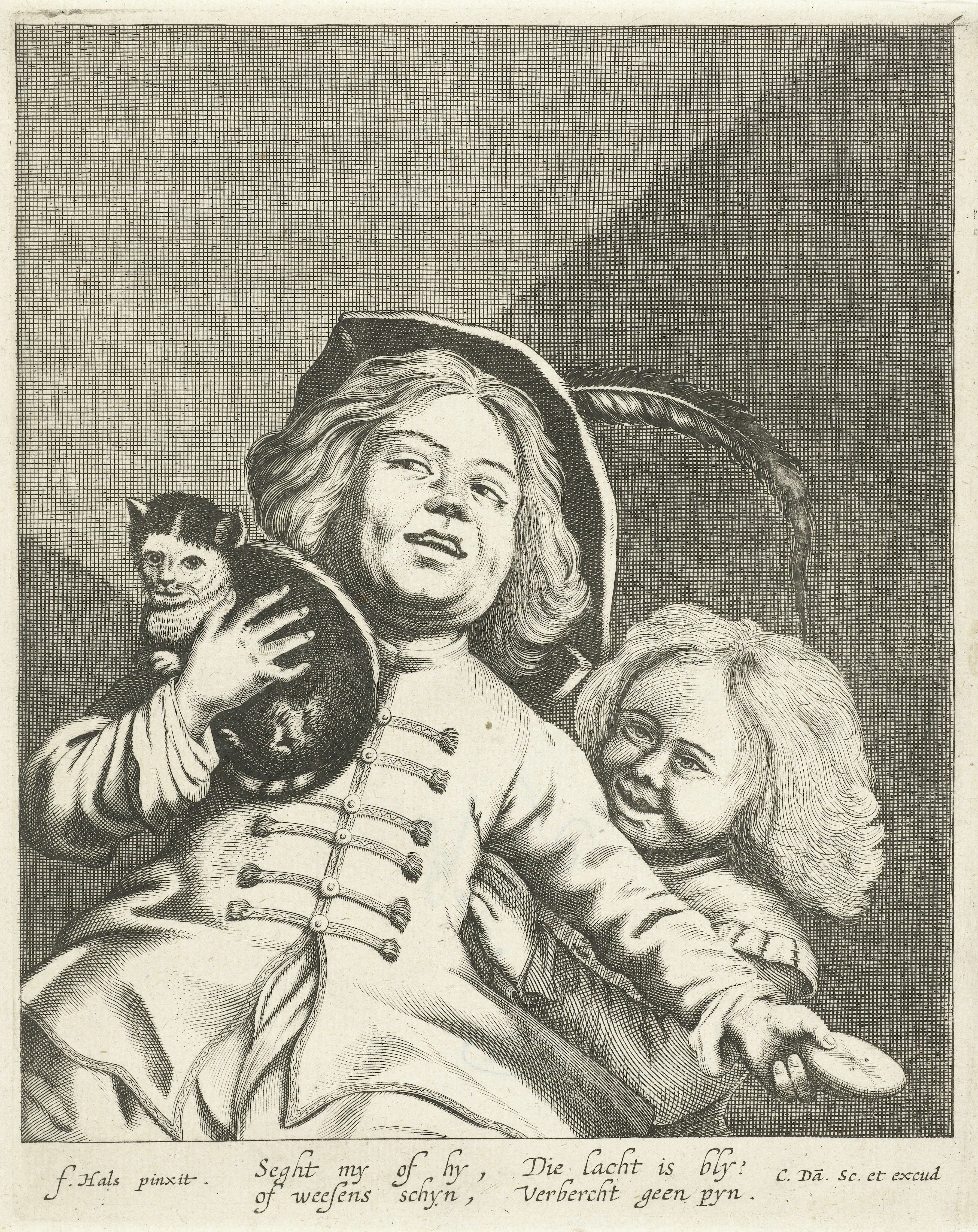
Cornelis Danckerts naar Frans Hals of Judith Leyster, Lachende jongen en meisje met kat en koekje, gravure, Rijksmuseum Amsterdam
Jan Miense Molenaer, Twee kinderen die met een kat spelen, ca. 1650, Nationalmuseum, Stockholm

## Herkomst
Het schilderij is voor zover bekend altijd in particulier bezit geweest. In de 20e eeuw bevond het zich in de collectie Comte de Normand in Parijs/Nice. Het is daarna enkele keren van eigenaar gewisseld in de Verenigde Staten, onder andere in 1959 via kunsthandel Newhouse in New York. Op 11 januari 1989 is het geveild door Christie's in New York, en in september 2013 door Hampel in München.